# Hypnodendron diversifolium
Hypnodendron diversifolium är en bladmossart som beskrevs av Brotherus och Geheeb 1898. Hypnodendron diversifolium ingår i släktet Hypnodendron och familjen Hypnodendraceae. Inga underarter finns listade i Catalogue of Life.